# Rocchette di Fazio
Rocchette di Fazio (meist nur Rochette) ist ein Ortsteil (Fraktion, italienisch frazione) von Semproniano in der Provinz Grosseto, Region Toskana in Italien.

## Geografie
Der Ort liegt ca. 2,5 km westlich des Hauptortes Semproniano, ca. 33 km östlich der Provinzhauptstadt Grosseto und ca. 120 km südlich der Regionshauptstadt Florenz. Siena liegt ca. 70 km nördlich. Der Ort liegt bei 471 m und hatte 2001 ca. 35 Einwohner. Er liegt auf einer Anhöhe im Albegnatal, ca. 200 m westlich des Ortes verläuft der Fluss Albegna von Roccalbegna kommend nach Süden. Östlich liegt das Tal des Fiora.

## Geschichte
Im 13. Jahrhundert war die Burg des Ortes eine der wichtigsten der Aldobrandeschi aus dem Familienzweig von Santa Fiora. Namensgebend für den Ort war Fazio, ein Sohn von Ranuccio Cacciaconti und Ildebrandesca Aldobrandesca, der den Ort im späten 13. und frühen 14. Jahrhundert führte. Ein im Staatsarchiv von Siena vorhandenes Dokument vom 29. April 1291 von dem Notar Ranuccio di Giovanni Grasso beschreibt, dass Fazio Caccaconti den Ort erworben hatte. 1304 wurde der Ort von Orvieto belagert und dabei die Burg zerstört, die danach wieder aufgebaut wurde. Danach wurde der Ort von der Familie der Baschi aus Baschi, den Salimbeni aus Siena und den Orsini regiert. Unter den Montorio wurde bereits 1356 ein Abkommen mit Siena unterzeichnet, 1416 unterwarf sich der Ort vollständig der Regierung in Siena. Diese erneuerte mit den Architekten Pietro di Manno und Biagio di Franceschino bis 1437 die Stadtbefestigungen.

## Sehenswürdigkeiten

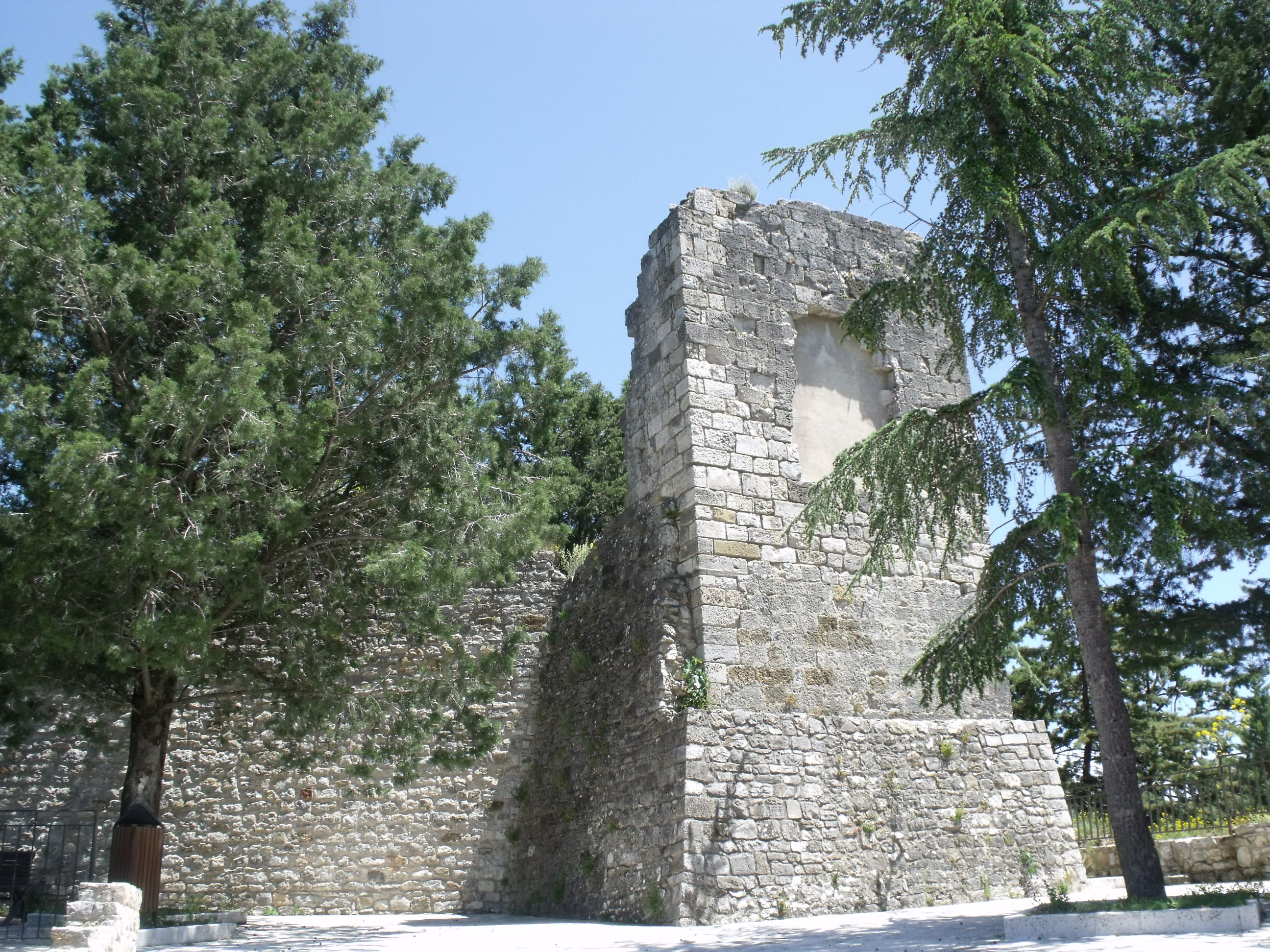
Reste der Burg Castello Aldobrandesco

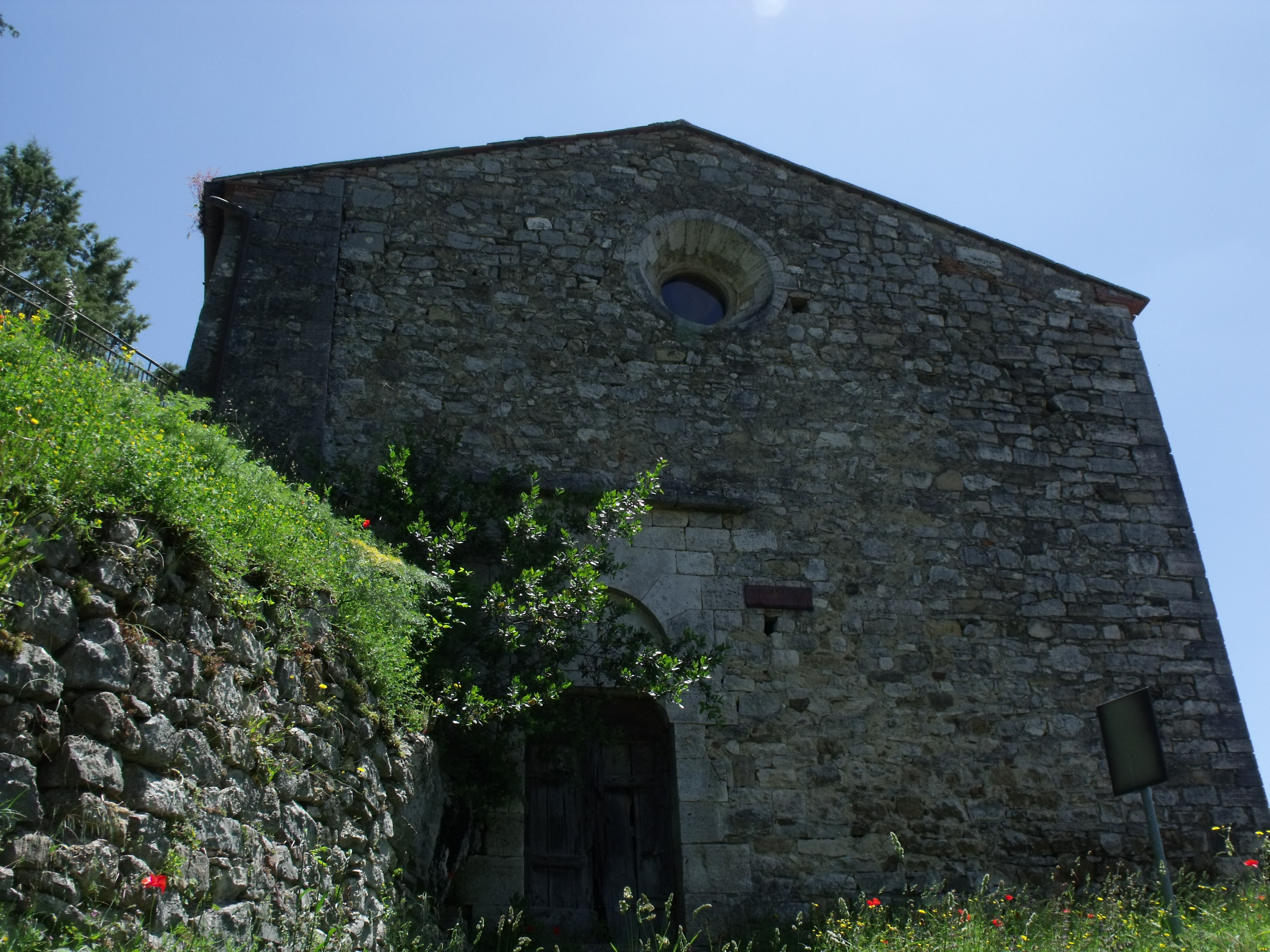
Pieve di Santa Cristina

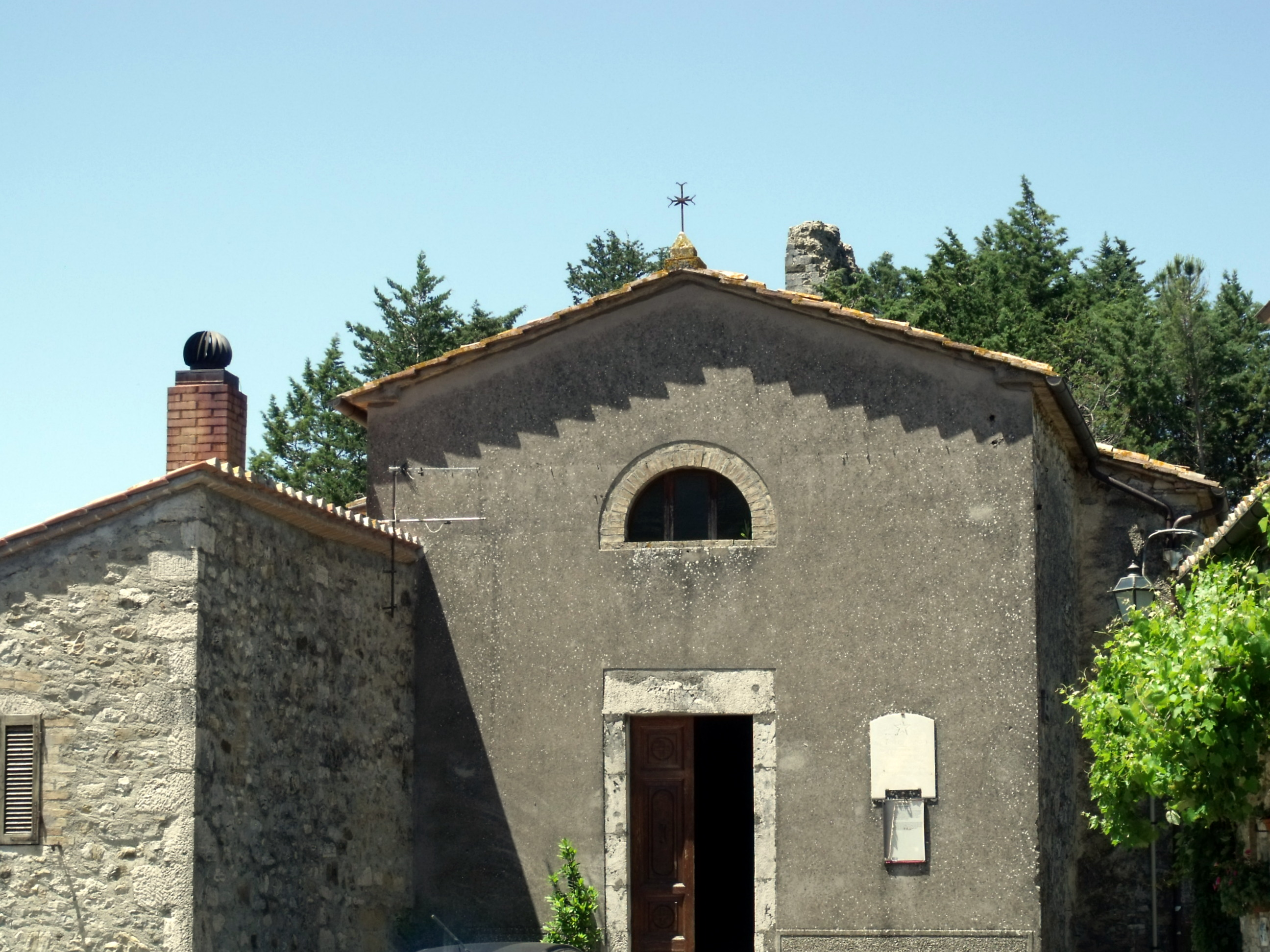
Chiesa di Santa Maria (Chiesa della Consolazione)

- Das Castello Aldobrandesco, die ehemalige Burg und heutige Burgruine im Ortskern, entstand im 12. Jahrhundert. Von den Toren sind heute noch zwei vorhanden, unter ihnen die Porta del Castello. Die Burg wurde 1536 von spanischen Truppen[7] unter Karl V. zerstört und ist seitdem nur noch als Ruine zu besichtigen.
- Die Pieve di Santa Cristina, Pieve im Bistum Pitigliano-Sovana-Orbetello, die kurz unterhalb der Burgruine liegt, wurde 1276 erstmals erwähnt und 1884 verlassen. Sie unterstand ab 1346 dem Kloster Santi Vincenzo e Anastasio alle Tre Fontane[2] in Rom und erhielt 1532 den Titel einer Pieve.[3] Sie enthält mehrere Freskenfragmente aus dem 15. Jahrhundert (Madonna col Bambino tra i Santi Fabiano e Sebastiano, San Benedetto e Santa Scolastica).[4]
- Die Chiesa di Santa Maria (auch Chiesa della Consolazione genannt), ist eine Kirche aus dem 16. Jahrhundert[4] im Ortskern. Sie erhielt den Titel der Pfarrkirche 1884 von der Pieve Santa Cristiana.[3] In der Kirche befindet sich die Terrakotta-Statue Assunta aus dem 15. Jahrhundert.[4]
- Das Ospedale di San Tommaso (auf Ospedaletto di San Tomè[8][5] und Palazzo dell’Ospedaletto genannt) in der Via Orti im Ortskern ist ein ehemaliges Hospital aus dem 14. Jahrhundert.[3] Eine Inschrift am Mauerwerk erinnert an das Datum 27. April 1330 und zeigt zudem ein Croce di Malta und eine Abbildung des San Tommaso. Am Portal befindet sich ein Agnello Divino (Agnus Dei).[4] Die Einrichtung gehörte wahrscheinlich zu einer Gruppe des (bereits 1312 in Frankreich aufgelösten) Templerordens aus Grosseto.[8]
- Der Palazzo Pretorio, das ehemalige Rathaus,[7] entstand im 13. Jahrhundert.
- Der Palazzo di Giustizia ist ein ehemaliger Justizpalast.[7]

## Bilder

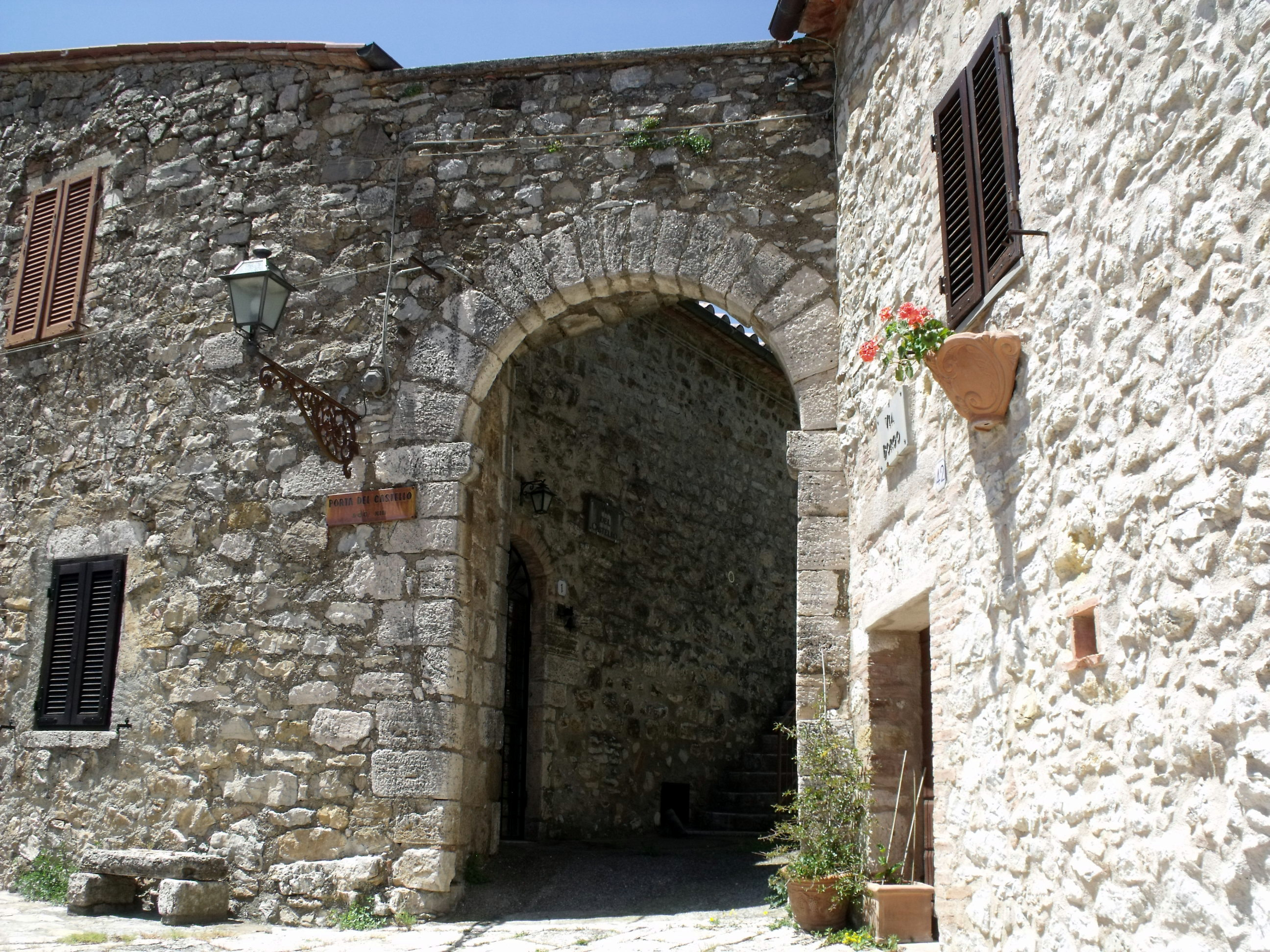
Porta del Castello, Zugangstor zur Burg
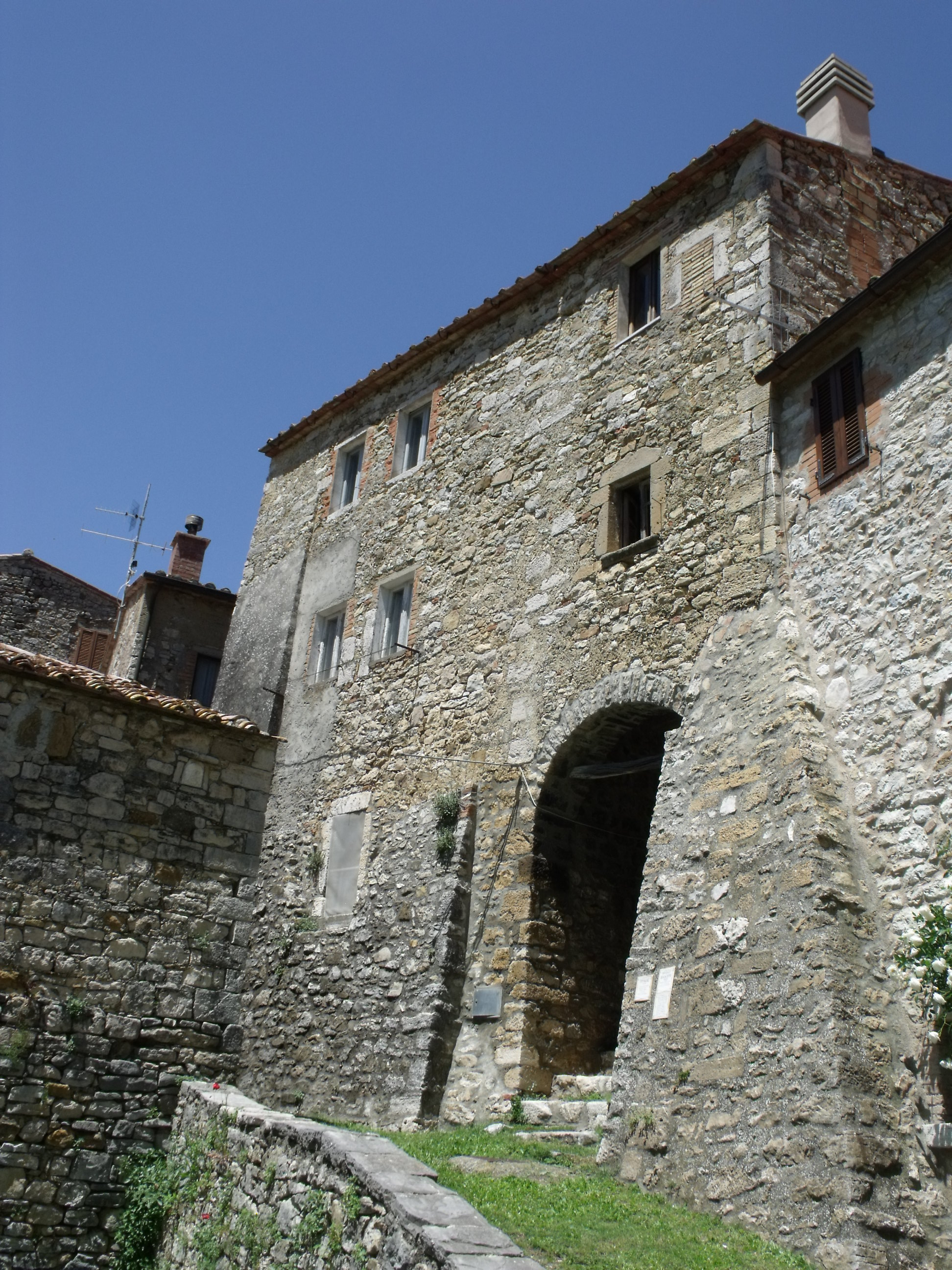
Ospedale di San Tommaso (San Tomè)
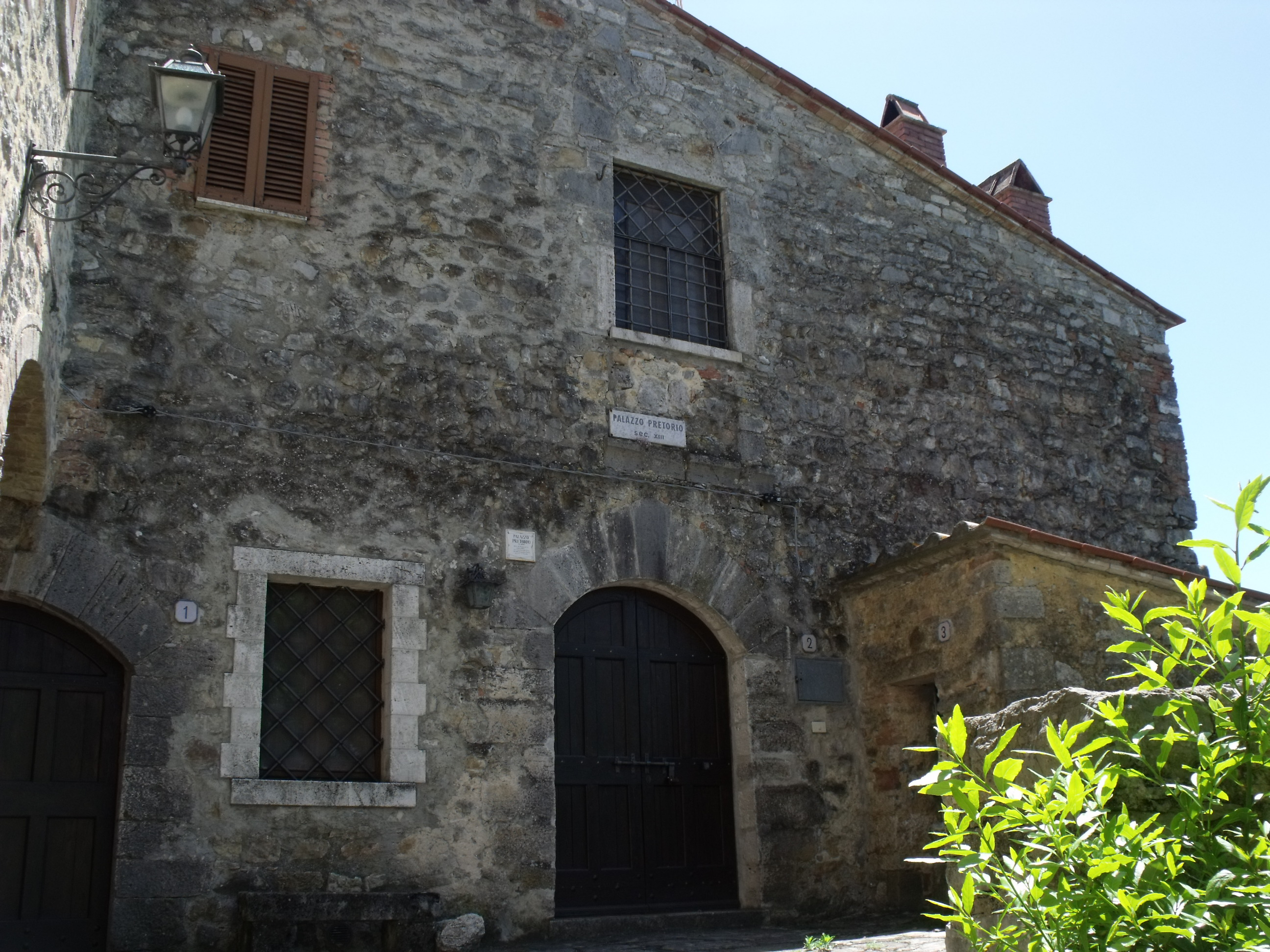
Das ehemalige Rathaus (Palazzo Pretorio)